# Bock und Teich
Bock und Teich ist eine Ortschaft im Ortsteil Lichte der Stadt Neuhaus am Rennweg im Landkreis Sonneberg in Thüringen.

## Lage
Die Berghänge der Täler von Piesau und Lichte fallen steil ab. Diese Landschaft, durch die sich das Flüsschen zwängt, gehört mit zum Unterlauf der Lichte. Dort befinden sich die Teile vom Ortsteil Bock und Teich. Am Ostende von Lichte beginnt der Zufluss der Piesau in die Lichte. In der Mitte des Ortes Lichte fließt sie gen Norden nach Geiersthal.

## Geschichte
Bock wurde als Schmiede zu Wallendorf 1481 und Teich 1609 erstmals urkundlich erwähnt.

### Territoriale Zugehörigkeit
Die zum südlichen Herrschaftsgebiet der Grafen von Orlamünde zählende Region um Schmiedefeld wurde ab 1426 von den Wettinern übernommen, die das Amt Gräfenthal mit Sitz auf der Burg Wespenstein einrichteten. Von 1826 bis 1920 gehörte Schmiedefeld zu Sachsen-Meiningen, ab 1868 zum  Kreis Saalfeld. 1920 wurde das Land Thüringen gegründet und anschließend in Landkreise unterteilt, wobei der Ort zum Landkreis Saalfeld kam, dieser bestand bis 1952. Mit der Bildung der DDR-Bezirke und Kreise im gleichen Jahr gelangte das Gebiet zum Kreis Neuhaus im Bezirk Suhl.
Zum 1. Januar 2019 kam Bock und Teich im Zuge der Eingemeindung von Lichte zur Stadt Neuhaus am Rennweg und wechselte damit vom Landkreis Saalfeld-Rudolstadt in den Landkreis Sonneberg.

### Ortsgeschichte

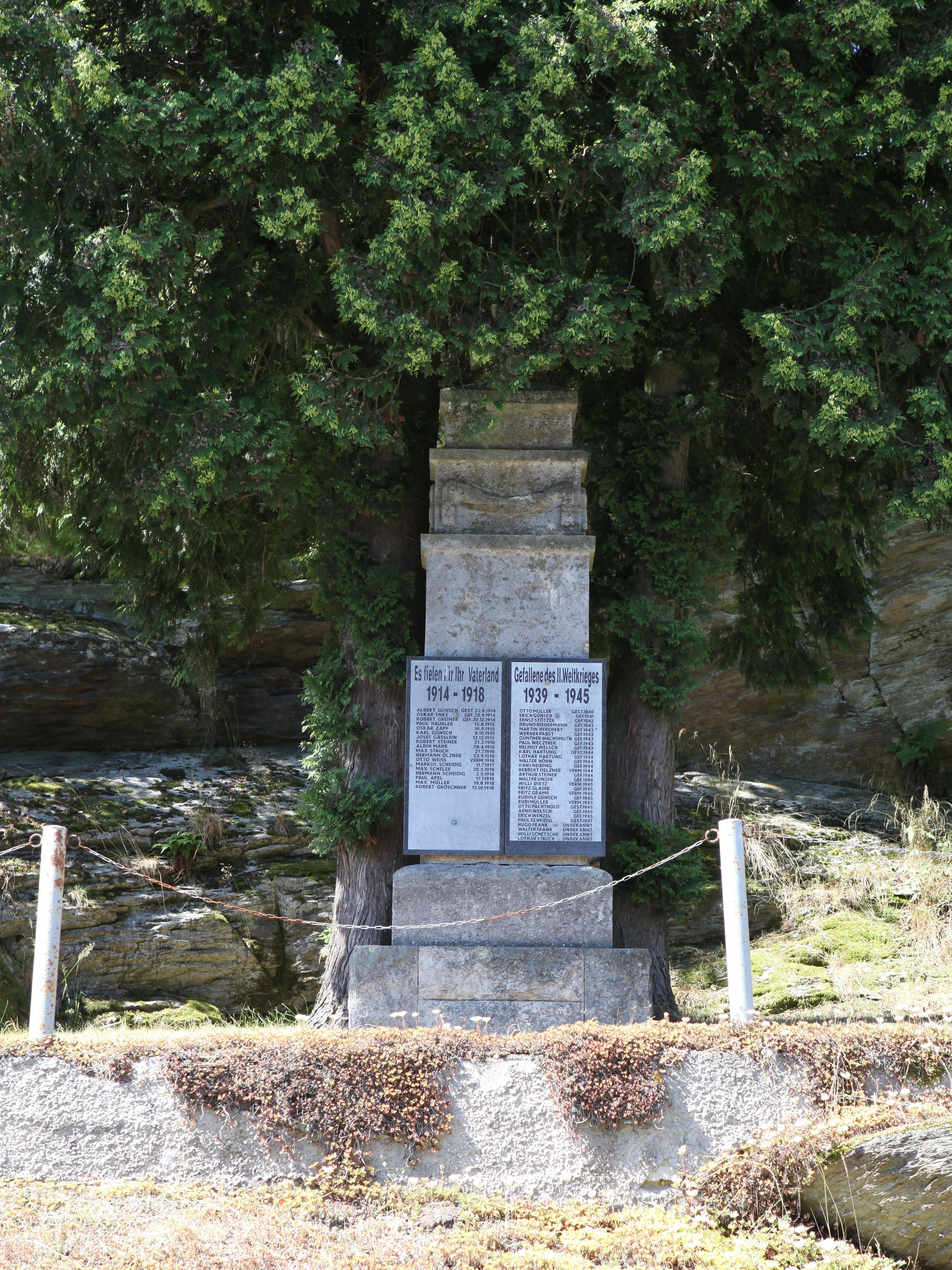
Kriegerdenkmal in Teich

Die Besiedlung des etwa 7 km langen Piesautales wurde durch den frühneuzeitlichen Bergbau gefördert. Im Tal wurde Kupfererz gefördert, geschmolzen und in Hammerwerken zu Halbzeugen verarbeitet. In der Flur des Ortes sind noch heute Relikte dieser zeitweise auf das ganze Piesautal ausgedehnten Bergbautätigkeit auffindbar.
Mitte des 19. Jahrhunderts schildert aktuell der Historiker Georg Brückner im zweiten Band seiner „Landeskunde des Herzogthums Meiningen“ die Verhältnisse um Gräfenthal und Wallendorf:
Der obere Bock, der untere Bock und der Teich
- Diese drei Orte, die im Grunde der Piesau zwischen der Einmündung des Kolmbachs und Wallendorf und nah beieinander liegen, bilden seit 1844 eine politische Gemeinde. Früher nach Schmiedefeld gepfarrt, geschult und beerdigt, seit 1734 nach Wallendorf. Sie standen bis zur neuesten Zeit unter der Gutsherrschaft von Wallendorf (Gerichtsbarkeit, …, Frondienste und Mühlenzwang). Die Gesamtgemeinde hat 30 Wohn- und drei Werkhäuser, 30 Familien, 182 Einwohner, 94 Stück Vieh (53 Rinder, 25 Ziegen, 10 Schweine).[3]
- Der obere Bock (früher auch „Bockhammer“) hat (1849) 3 Wohnhäuser, 9 Familien, … Das vormals dort befindliche Schmelzwerk (Blaufeuer) ist 1842 eingegangen. Eine hier liegende große Halde zeugt von dem Betrieb eines früheren Kupfer(berg)werkes im Inneren des hier nördlich anstoßenden Berges. … Die Zugänge sind verschüttet, auch ist die ansehnliche Wasserkunst desselben eingegangen. Man unterscheidet (in der Flur) noch das große, kleine und obere Kupferthal.[3]
- Der untere Bock und der Teich, zwei Häusergruppen, enthalten (1849) 17 Wohnhäuser, ein Werkhaus, 22 Familien, 128 Seelen und 78 Stück Vieh …[3]
- Der untere Bock, (liegt) dicht unterhalb des oberen; hier ein Stabhammer mit Schmelzofen, eine Privatbesitzung.[3]
- Teich (früher „Stauchenhammer“, dann „wüster Teich“), Einzelhäuser, …, am Einfluss des Kolmbaches in die Piesau, am Kleeberg … Vormals oberhalb Teich eine Blaufarbenmühle und ein Vorwerk. Im Kolmbachtal befinden sich unbenutzte Torflager.[3]

Der am Ortsrand von Bock gelegene Bahnhof Lichte (Thüringen) Ost wurde am 16. Januar 1899 unter dem Namen Bock-Wallendorf als neuer Endpunkt der Bahnstrecke Probstzella–Taubenbach in Betrieb genommen. Bedeutsam war dieser Bahnhof auch für den zunehmenden Gütertransport der späteren Kreisstadt Neuhaus am Rennweg.
Mit der 1913 erfolgten Fertigstellung der Bahnstrecke Probstzella–Neuhaus am Rennweg, ab 1913 mit Weiterführung nach Lauscha, wurde aus dem Kopfbahnhof ein Durchgangsbahnhof.

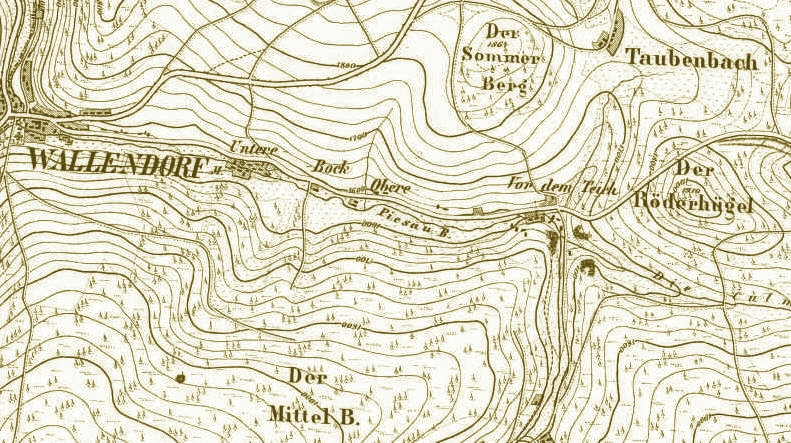
Lage und Ausdehnung der Ortsteile Bock und Teich um 1850
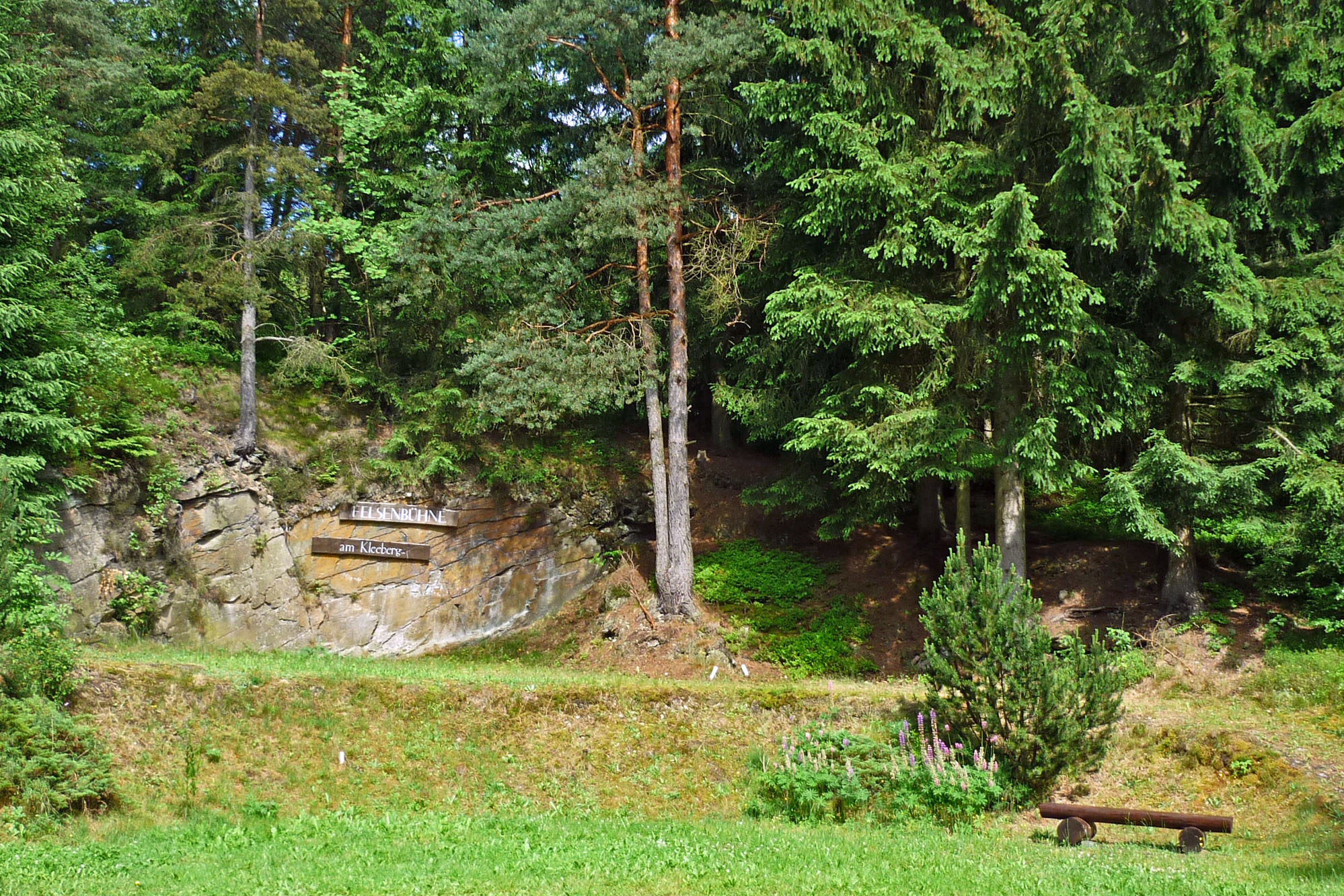
Felsenbühne-Kleeberg
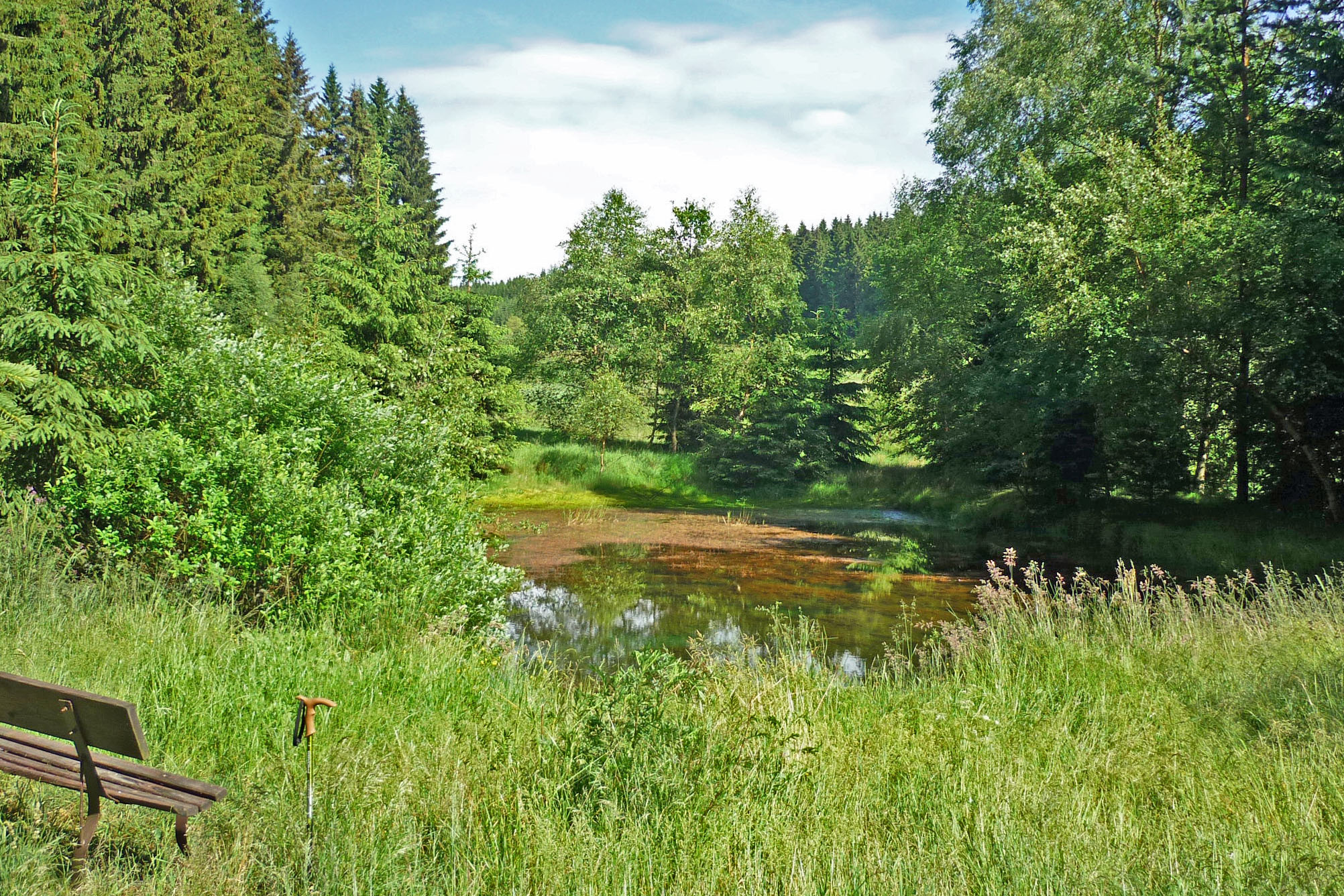
Kulmbach
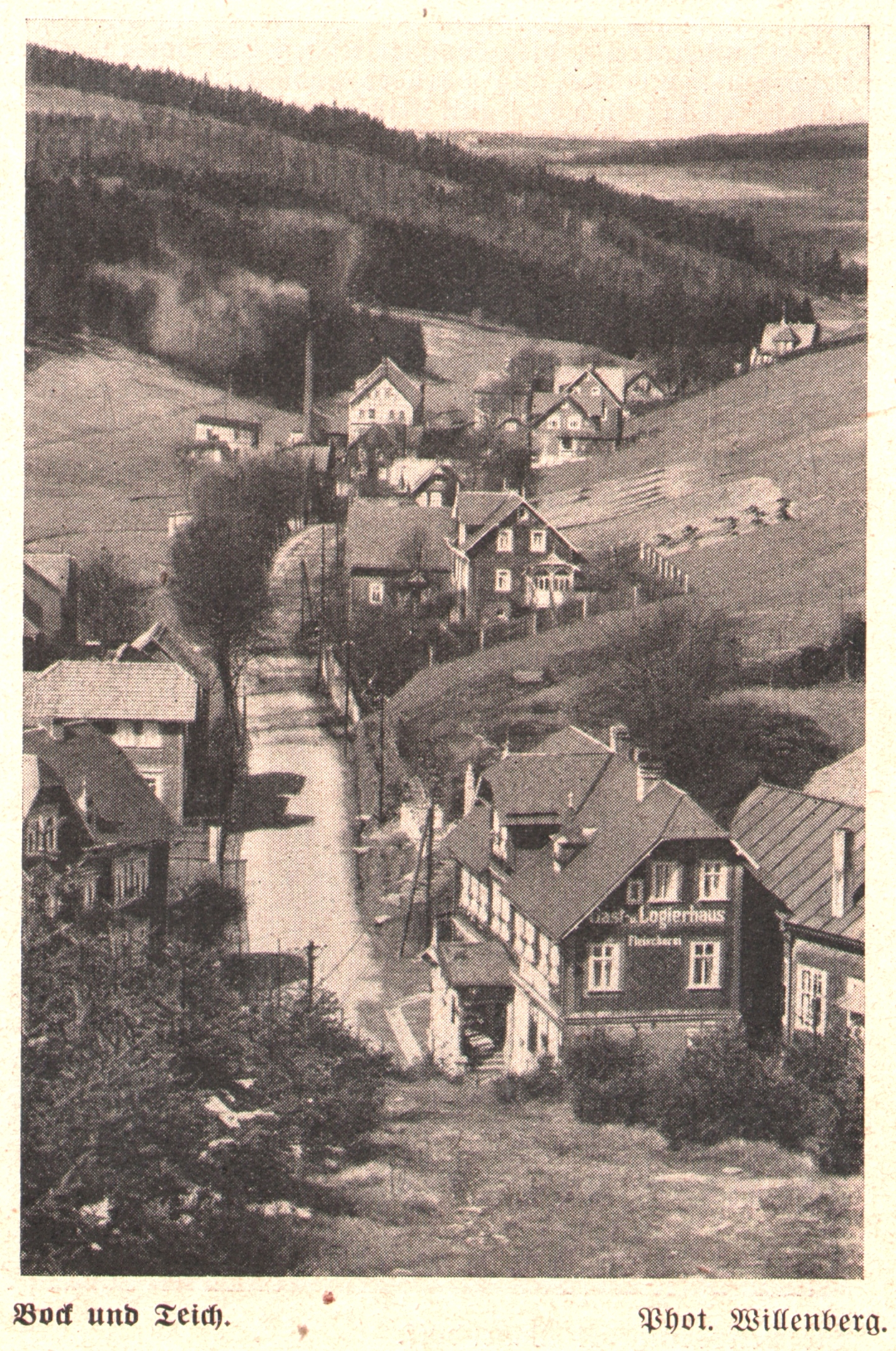
Ortsansicht von 1938
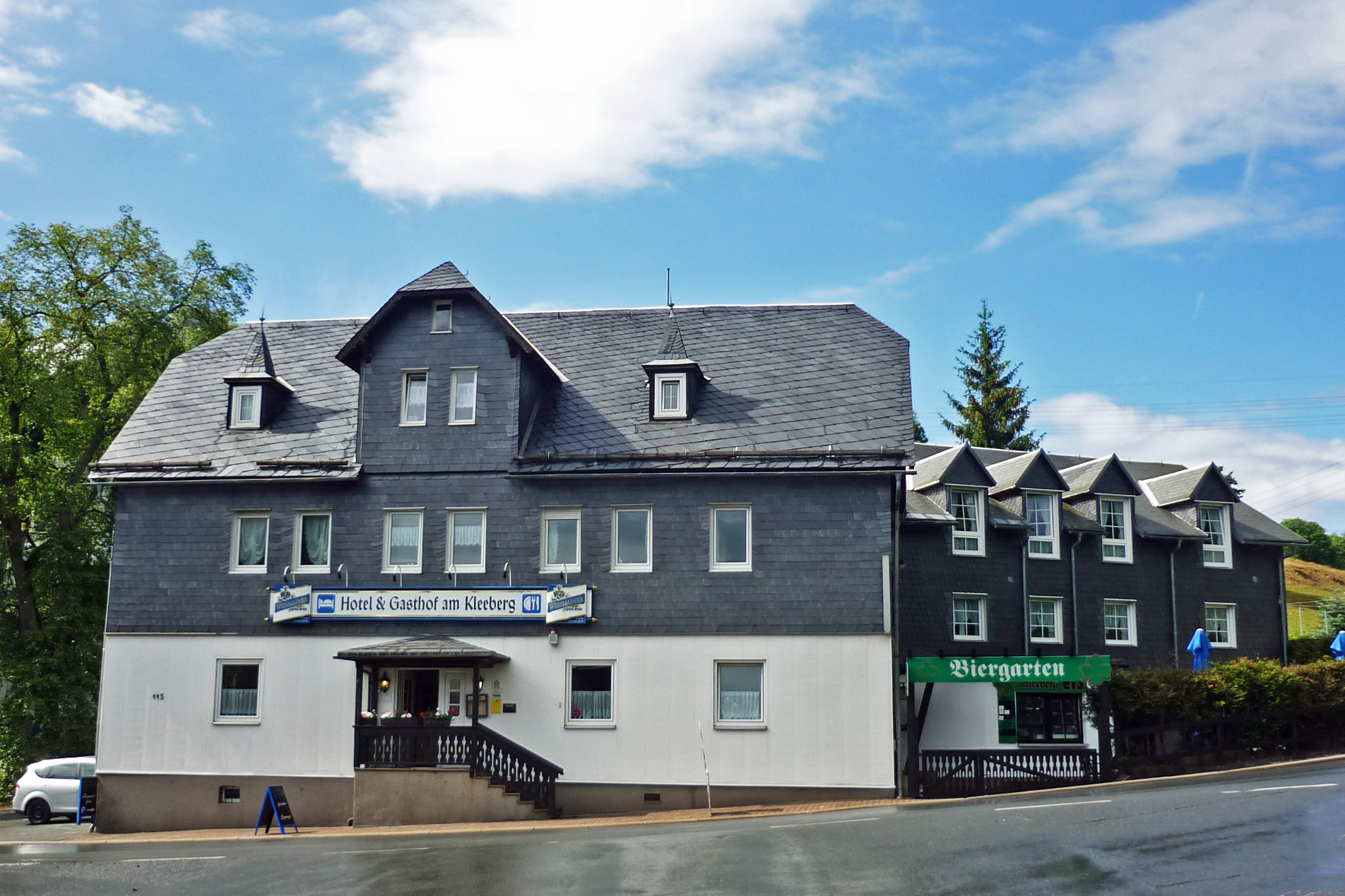
Hotel Kleeberg